# Книнска крепост
Книнската крепост е сред най-значимите средновековни вътрешни укрепления в Далмация наред с тези в Дубровник, Задар, Сплит. Намира се на хълм, извисяващ се на 100 метра над град Книн, Шибенишко-книнска жупания, Хърватия.
Каменните порти на крепостта са в бароков стил, подсилени с железни гвоздеи, и датират от 18 век. Над вратата е изобразен гербът на Венецианската република – крилат лъв с книга и кръст.

Крепостта обгражда площ от 123,147 m². Тя е сред най-големите културни и исторически забележителности в Хърватия. Крепостната стена е 470 м дълга, 110 м широка и се намира на 344 м средна надморска височина. На места крепостната стена се издига на над 20 м височина, прошарена от прозорци, бойници, коридори, кладенци, мостчета и разбира се тайни подходи и входове. Над входа на крепостната църква е издълбан надпис, който гласи: 
| „ | С благословията на блажените свети Кирил и Методий, Боже, бъди защитник на Хърватия. | “ |